# كما تشاء الآلهة
كما تشاء الآلهة هي سلسلة مانغا يابانية، تم تحويل المانغا لفيلم سنمائي من إخراج تاكاشي مايكه  وتم عرضه في 15 نوفمبر 2014.